# En attendant Godot
En attendant Godot (no original em francês) ou Waiting for Godot, em inglês (À Espera de Godot em Portugal; Esperando Godot no Brasil), é uma peça de teatro escrita pelo dramaturgo irlandês Samuel Beckett (1906-1989). Escrita originalmente em francês, foi publicada pela primeira vez em 1952 e apresentada no pequeno Théâtre Babylone  em Paris, com direção de Roger Blin (1907-1984). É considerado um dos principais textos do teatro do absurdo e a principal obra de Samuel Beckett.
Beckett escreveu a peça em 1949 e só veio a publicá-la no ano de 1952, em francês. Em 1955, Beckett recriou sua obra em língua inglesa. A peça é dividida em dois atos. Nos dois atos, inicialmente contracenam dois personagens: Vladimir (Didi) e Estragon (Gogo). Durante cada um dos atos, que são bem semelhantes, surgem dois novos personagens: Pozzo e Lucky. Além destes, entra em cena no final de cada ato um garoto.
A primeira encenação deu-se em 23 de janeiro de 1953, no  Theatro da Babilônia, em Paris, tendo no elenco Roger Blin (também diretor), Pierre Latour, Lucien Raimbourg, Jean Martin e Serge Lecointe. Em língua inglesa, a peça estreou em agosto de 1955, no Teatro de Artes (Arts Theatre), em Londres, dirigida por Peter Hall.

## Enredo

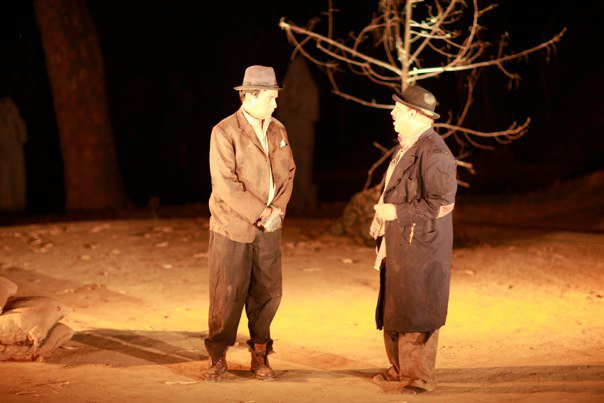
As personagens Vladimir e Estragon durante uma encenação da peça na Índia.

A rubrica inicial define: Estrada, árvore, à noite (Route à la campagne, avec arbre. Soir). Em cena Estragon e Vladimir. Aparentemente esperam um sujeito de nome Godot. Nada é esclarecido a respeito de quem é Godot ou o que eles desejam dele. Os dois iniciam longo diálogo, só interrompido quando da entrada de Pozzo e Lucky. Lucky carrega uma pesada mala que não larga um só instante. O segundo ato desenvolve a mesma dinâmica. O cenário é o mesmo, apenas a árvore está um pouco diferente, agora com algumas folhas. Estragon e Vladimir iniciam sua jornada na espera de Godot. Surgem novamente Pozzo e Lucky. Pozzo está cego e Lucky mudo. Após a partida destes, aparece novamente um garoto anunciando novamente que Godot não virá, talvez amanhã. O diálogo final, que encerra o ato e a peça  é o seguinte:[carece de fontes?]
Vladimir: Então, devemos partir? (Alors, on y va?) (Well, shall we go?)
Estragon: Sim, vamos. (allons-y.) (Yes, let's go.)
Eles não se movem. (Ils ne bougent pas.) (They do not move.)

## Encenações no Brasil
No Brasil, as duas primeiras montagens de "Esperando Godot" foram amadoras: uma pela Escola de Arte Dramática - EAD, em 1955, com direção de Alfredo Mesquita e a  outra, com direção de Luiz Carlos Maciel, em Porto Alegre, no ano de 1959.[carece de fontes?]
Cacilda Becker, junto com seu marido Walmor Chagas, aceitaram o convite de Flávio Rangel para realizar, no primeiro semestre de 1969, a primeira montagem profissional do já conhecido texto de Beckett. Ela no papel de Estragon e Walmor no de Vladimir. O espetáculo foi encenado no Teatro Cacilda Becker - TCB; foi também apresentado em São Carlos, em abril de 1969, quando da inauguração oficial do Teatro Municipal de São Carlos e do lançamento do primeiro Festival Nacional de Teatro Amador daquela cidade. Durante uma apresentação diurna para uma assistência de estudantes, no dia 6 de maio, Cacilda Becker sentiu-se mal e foi imediatamente levada para o hospital, ainda em trajes do espetáculo. Foi diagnosticado derrame cerebral. Após permanecer em coma por 38 dias, ela morreu em  14 de junho de 1969.
Em 1976, Antunes Filho dirigiu a primeira montagem brasileira com um elenco apenas de mulheres: Eva Wilma, Lilian Lemmertz, Lélia Abramo, Maria Yuma e Vera Lima. Em 2006, por ocasião do I Centenário de nascimento de Samuel Beckett, Gabriel Villela, também com um elenco feminino, estreou sua versão da obra, no SESC Belenzinho, em São Paulo.
É uma das peças mais encenadas no Brasil. Levaram aos palcos montagens: o Armazém Cia de Teatro, a Boa Companhia, o grupo Máskara de Goiás, entre outros.